# İlqar Məmmədov (politico)
Ilgar Mammadov (in azero İlqar Məmmədov; Baku, 14 giugno 1970) è un politico, attivista per i diritti umani azero. Leader dell'opposizione democratica, è stato incarcerato nel 2013 per ragioni politiche e prigioniero di coscienza per cinque anni.

## Biografia
È stato uno dei leader dell'opposizione democratica e potenziale candidato, per il partito Respublikaçı Alternativ Partiyası (ReAlPa), contro il presidente İlham Əliyev, alle elezioni politiche dell'ottobre 2013, alla quali non ha potuto partecipare poiché è stato arrestato nel febbraio 2013, prima che si potesse candidare.
Le autorità lo hanno accusato di aver incitato la folla al tumulto ed al disordine nella città di İsmayıllı, a nord-ovest di Baku, lo hanno sottoposto a custodia cautelare in carcere. Il provvedimento con cui è stato disposto l'arresto, tuttavia, non individuava alcuna concreta condotta incriminabile a suo carico. Məmmədov quindi ha proposto ricorso, ma il tribunale lo hanno sottoposto a misure di restrizione della sua libertà facendo riferimento a formule vaghe e stereotipate. Nel marzo 2014 è stato condannato a 7 anni di carcere.
L'Unione europea, le organizzazioni a tutela dei diritti umani e l'opposizione democratica azera hanno da subito considerato l'arresto sorretto da motivi politici.
Il 22 maggio 2014 la Corte europea dei diritti dell'uomo ha stabilito che l’arresto e la detenzione prolungata di Mammadov è stata effettuato in violazione di diversi articoli della Convenzione europea per la salvaguardia dei diritti dell'uomo e delle libertà fondamentali. La Corte EDU ha in particolare dichiarato che il vero scopo dell’azione penale intrapresa contro di lui e della sua detenzione era quello di metterlo a tacere o punirlo per aver criticato il governo, in violazione dell’Articolo 18 della Convenzione.
Nonostante la sentenza Ilgar Mammadov c. Azerbaigian assunta dalla Corte europea dei diritti dell'uomo il governo del presidente İlham Əliyev non ha disposto la scarcerazione. Il Comitato dei Ministri del Consiglio d'Europa, quindi, nel 2017 ha adottato una risoluzione col quale ha intimato di dare esecuzione alla sentenza e comunicato formalmente all'Azerbaigian la sua intenzione di avviare un’azione legale in relazione all'attuazione della sentenza emessa.
Məmmədov è infine stato rilasciato nell'agosto 2018, dopo aver trascorso cinque anni in carcere.
Il 23 aprile 2020, la Corte Suprema dell'Azerbaigian ha assolto Ilgar Mammadov e saranno pagati come risarcimenti 300.000 manat.